# Parque Washuzan Highland
Parque Washuzan Highland (Japonês:ブラジリアンパーク鷲羽山ハイランド) é um parque temático localizado na cidade de Kurashiki na província de Okayama, Japão.
A característica mais interessante deste parque de diversões é o fato dele ser baseado na cultura brasileira, tendo em suas atrações shows de samba com mulatas usando bikinis e também diversos restaurantes com comidas típicas do Brasil.  
O parque é dividido em três áreas temáticas ou zonas diferentes: Janeiro, Copacabana e Bahia.

## Brinquedos
- Rainbow Warp: Roda gigante com 220 metros de altura.
- Turbo Drop: Torre de 200 metros de altura, onde quatro suportes de metal com 3 assentos cada levam os visitantes ao topo, e despenca repentinamente até quase o chão.
- Tuby Coast: Montanha russa
- Back Naja: Montanha russa com loop
- Rolling Rocket: Com cabines em formato de foguetes e giram no seu própri eixo.
- Router Wave: Uma plataforma circular onde os visitantes ficam nas bordas virados para dentro, e a plataforma gira de forma inclinada.
- Sky View: Torre de visão panorâmica de 360º e 180m de altura
- Sky Cicle: Uma espécie de bondinho onde o visitante anda de bilicleta sobre um trilho suspenso à 16 metros de altura.
- Chain Tower: Espécie de chapéu mexicano.
- Merry Gorland: Carrossel.
- Marry Cup: Espécie de xícara que gira sobre seu próprio eixo.
- Samba Stage: Palco para apresentações de samba.
- Sky Lars Raider Pool: Piscina.
- Panorama Jampo Ice Skate: Pista de patinação no gelo.
- In line Skate: Pista de patinação in line.